# 陳紹夔
陳紹夔（14世紀—15世紀），名慄，字紹夔，以字行，江西臨江府新淦縣人，明朝政治人物。

## 生平
陳紹夔是永樂十二年（1414年）甲午科江西鄉試舉人，十六年（1418年）戊戌科進士。授崑山縣知縣，二十年（1422年）陞貴州道監察御史，巡按時有官署報稱有奇妖，前任不敢入住，他在齋戒後入內夜宿，並向城隍廟禱告，明晨突然雷擊，殺死官署內的巨蟒，人們都稱他有威嚴。後來他因父喪回鄉，服闋後巡按福建，同鄉同科進士陳孟浩曾贈聯給他：「花縣十年施雨露，柏臺六月凜風霜。」洪熙元年（1425年）到溆浦查察謀反案件，發現並無實據，回報後明仁宗指出：「反叛極惡，是欲枉人於族。」明令處死誣告者。

## 引用
1. 1 2  同治《新淦縣志·卷八·人物志》：陳紹夔，名慄，以字行，永樂甲午鄕試，登戊戌進士，由崑山知縣擢貴州御史巡歷院署，有奇妖前任每戒嚴不敢入，夔齋宿禱隍祠，詰旦雷震擊巨蟒於署，咸駭其明威，父艱服闋補福建御史，陳孟浩贈以聯云：「花縣十年施雨露，柏臺六月凜風霜。」可想其名望。
2. ↑  《明太宗文皇帝實錄·卷二百四十五》：（永樂二十年正月）己卯陞……擢進士何善、張政、馮泰、范宗淵、張聚、何文淵、金廉、嚴烜、林真、曾令德、賴英、鄒得初、陳紹夔、王愈、楊誼、杜時、范克恭、梁廣成、游奎、鄧敬為監察御史。
3. ↑  《明仁宗昭皇帝實錄·卷十》：（洪熙元年五月壬申）湖廣溆浦縣民告里人謀反，命監察御史陳紹夔往按無狀，還奏，上曰:『反叛極惡，是欲枉人於族』，命誅告者。